# ヴィクトール・ルソー

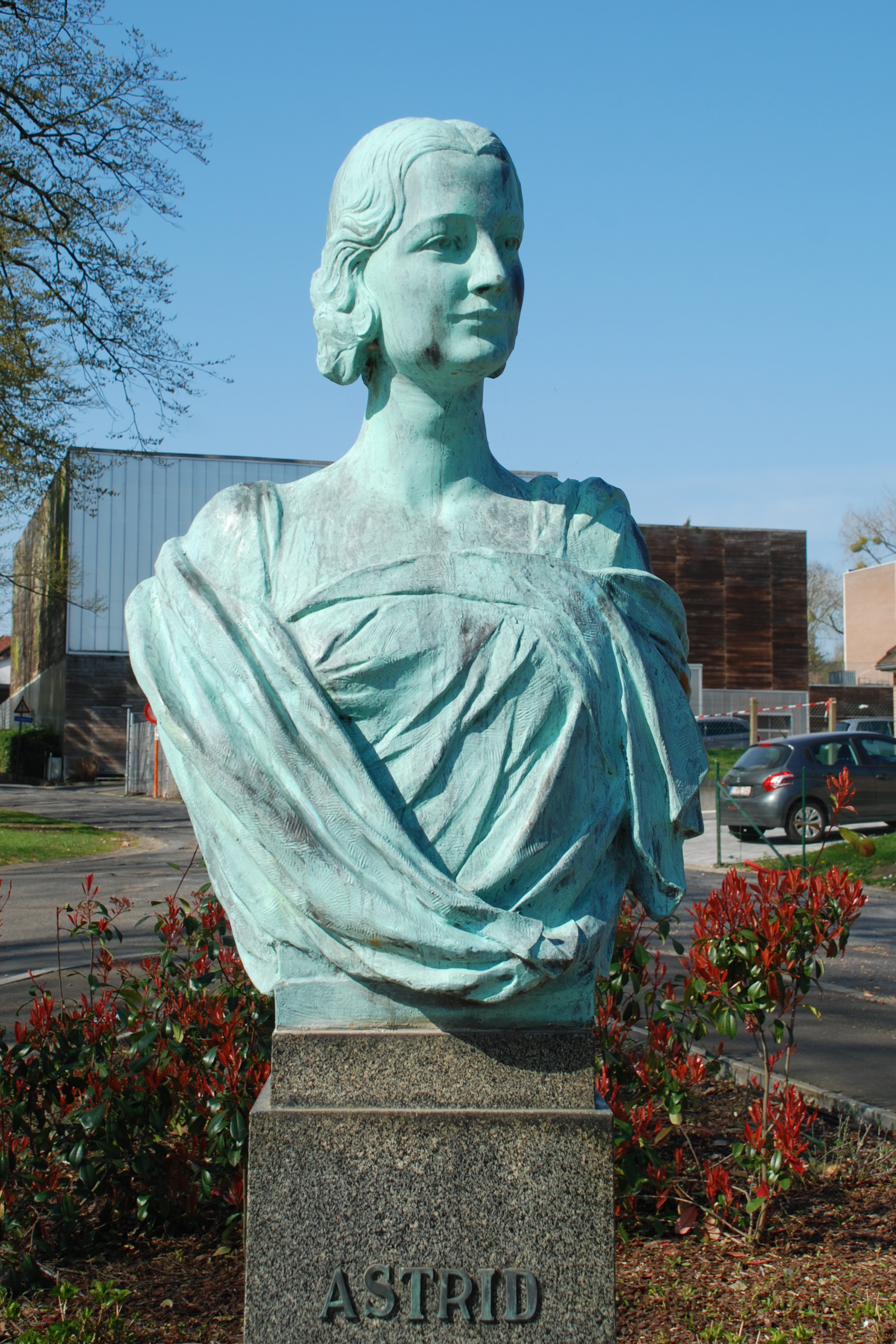
ヴィステルゼ公園(Parc de Wisterzée)のアストリッド王妃像

ヴィクトール・ルソー（Victor Léopold Rousseau、1865年12月16日 - 1954年3月17日）は、ベルギーの彫刻家、イラストレーターである。

## 略歴
ベルギー、エノー州のフェルイ(Feluy)で生まれた。フェルイは有名な石切り場がある街で、父親も代々続く石工であった。11歳から石彫の仕事を始めた。ブリュッセルの裁判所の建設現場で働いた。
1879年からブリュッセル王立美術アカデミーで美術を学んだ。1883年にサン＝ジルの装飾家のジョルジュ・ウートストント(Georges Houtstont)の工房で働き、サン＝ジョス＝タン＝ノードの美術学校でも学んだ。1886年から彫刻家のシャルル・ヴァン・デル・スタッペン(Charles Van der Stappen)に学んだ。修行の間、ブリュッセルのモネ劇場（ベルギー王立歌劇場）でワグナーやベートーヴェンの音楽を楽しんだ。
初期には、建物の装飾彫刻を制作したが、1887年以降は彫刻作品を制作した。1889年にフランスで修行し、パリやベルサイユ、ランスを訪れた。1890年にブリュッセルのトリエンナーレに作品を出展し、賞を受賞した。1892年のベルギーのブリュッセルで結成された美術家集団「プール・ラール」の創立メンバーの一人になった。
イギリスやイタリアに再び修行に出た後、パリで長く滞在し、アール・ヌーヴォーのスタイルに出会った。1894年に権威のあるベルギーのローマ賞のコンクールに参加し2等になった。 1894年からブリュッセルのフォレにスタジオを開き、活動した。 Firmin Baesやジャン・デルヴィル、コンスタン・モンタルド、アルベール・シャンベルラーニ、イジドール・ヴェルヘイデン、 Albert Mockel、エミール・ファブリ、グザヴィエ・メルリ、フェルナン・クノップフ、ジャン・エクハウト(Jean Eeckhoudt)といった芸術家と親しくなり、エクハウトとは特に親友になった。
第一次世界大戦中はロンドンに滞在し、1919年にベルギーに戻った。
1901年から、ブリュッセル王立美術アカデミーで教授を務め、1919年から1922年まで校長を務めた。1931年から1935年の間、2度目の校長を務めた。1919年にベルギー王冠勲章を受勲した。